# Efebofilia

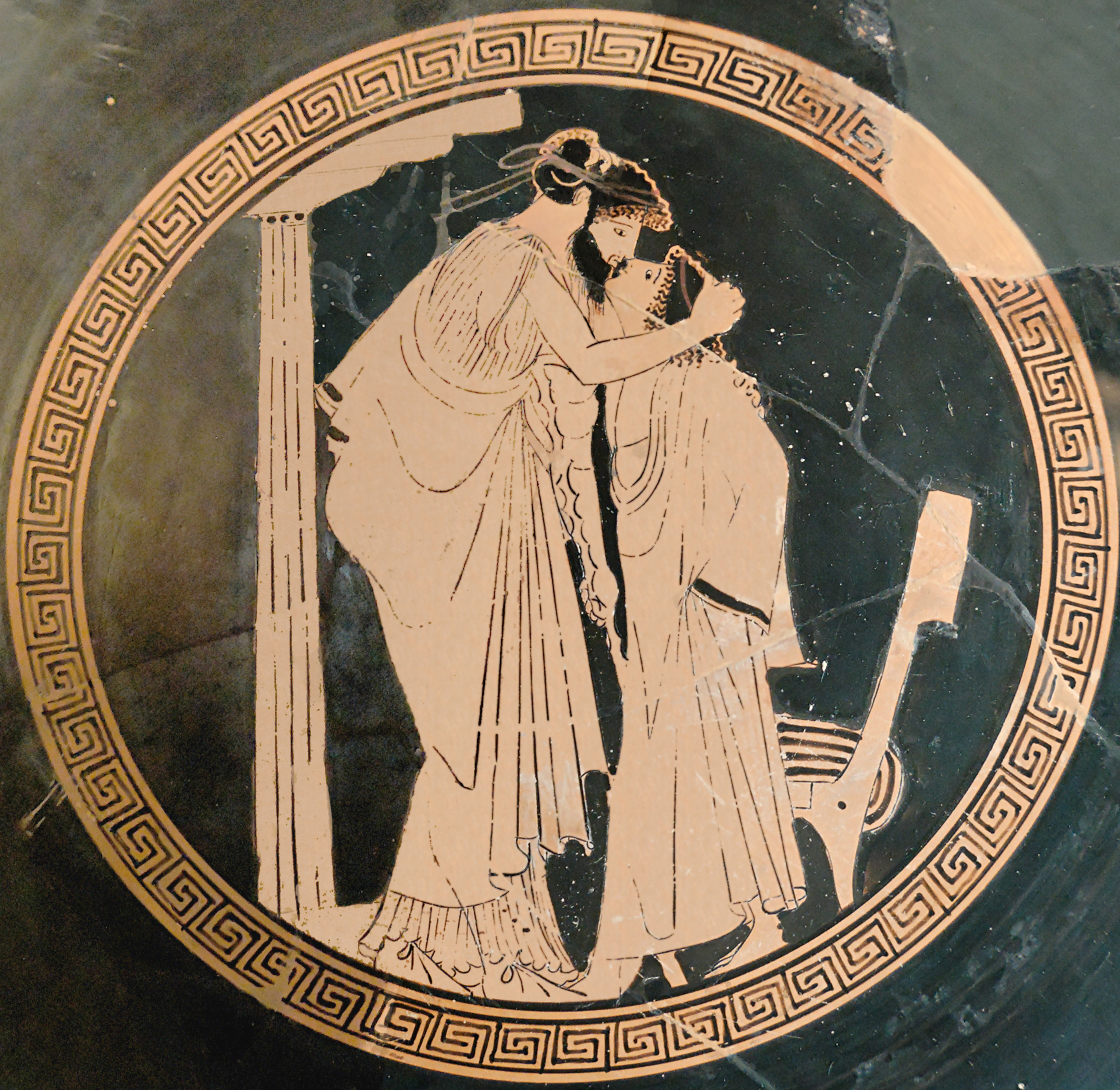
Erastes (amante) e Eromenos (amado) se beijando. Tondo de uma xícara ática de figuras vermelhas, por volta de 480 a.C

A efebofilia é o interesse sexual primário por indivíduos no fim da adolescência, geralmente com idades entre 15 e 19 anos. O termo foi originalmente usado no final do século XIX a meados do século XX. É uma das várias preferências sexuais entre grupos etários incluídos no termo técnico cronofilia. A efebofilia denota estritamente a preferência por parceiros sexuais adolescentes de meados ao fim da adolescência, não a mera presença de algum nível de atração sexual. Não é um diagnóstico psiquiátrico.
Em ambientes de pesquisa, termos específicos são usados para cronofilias: por exemplo, efebofilia para se referir à preferência sexual para adolescência tardia, hebefilia para se referir à preferência sexual para indivíduos com puberdade precoce e pedofilia para se referir ao primário ou exclusivo interesse sexual em crianças pré-púberes.

## Etimologia e definições
O termo efebofilia vem do em grego clássico: ἔφηβος (ephebos) diversamente definido como "alguém chegou à puberdade", "um jovem de dezoito anos que cumpriu o rito de dokimasia e foi registrado como cidadão (Atenas)", e "chegando à condição de homem"; e φιλία (-philia) "amor". Foi usado pelo psicólogo holandês Frits Bernard já em 1950, e reimpresso em 1960 na revista de apoio gay Vriendschap sob o pseudônimo de Victor Servatius, creditando a origem do termo a Magnus Hirschfeld sem data exata dado. A palavra foi, de fato, usada pela primeira vez em francês (éphébophilie), no livro de Georges Saint-Paul de 1896, Tares et Poisons: Perversion et Perversité Sexuelles .
O termo foi descrito pelo francês Félix Buffière em 1980, e pelo estudioso paquistanês Tariq Rahman, que argumentou que a efebofilia deveria ser usada especialmente em relação à homossexualidade ao descrever o interesse estético e erótico de homens adultos em meninos adolescentes em literatura clássica persa, turca ou urdu. O termo também foi revivido por Ray Blanchard para denotar homens que preferem sexualmente os de 15 a 19 anos. A faixa etária efebofílica típica também foi dada como idades 15-16. O interesse sexual das mulheres em adolescentes foi estudado significativamente menos do que o interesse sexual dos homens em adolescentes.
Embora a efebofilia não seja um diagnóstico psiquiátrico o termo pedofilia é comumente usado pelo público em geral para se referir a qualquer interesse sexual em menores abaixo da idade legal de consentimento, independentemente de seu nível de desenvolvimento físico ou mental.

## Características
Adolescentes podem ter características físicas próximas ou idênticas às dos adultos legais. Por causa disso, os estudiosos Skye Stephens e Michael C. Seto argumentam que a efebofilia contrasta com o que uma parafilia acarreta, uma vez que "adolescentes mais velhos são reprodutivamente viáveis e o fato de que normalmente os homens são sexualmente atraídos por adolescentes mais velhos, conforme refletido em autorrelato, psicofisiológico e estudos de uso de pornografia. " O psiquiatra e sexólogo Fred Berlin afirma que a maioria dos homens pode achar pessoas dessa faixa etária sexualmente atraentes, mas que "é claro, isso não significa que eles vão agir de acordo. Alguns homens que se envolvem com adolescentes podem não ter um transtorno específico. A oportunidade e outros fatores podem ter contribuído para o seu comportamento da maneira como o fazem ". De acordo com o psicólogo e sexólogo James Cantor, é “muito comum que homens normais se sintam atraídos por jovens de 18 ou 20 anos. Não é incomum para um típico jovem de 16 anos ser atraente para muitos homens e quanto mais jovem vamos, menos homens se sentem atraídos por essa faixa etária. "
A efebofilia é usada apenas para descrever a preferência por parceiros sexuais adolescentes de meados a tarde, não a mera presença de algum nível de atração sexual. Geralmente, a preferência não é considerada pelos psicólogos como uma patologia, desde que não interfira em outras áreas importantes da vida. Não está incluído no DSM-5 ou na CID-10 .
Blanchard et al. afirmam que a hebefilia, interesse erótico centrado em jovens púberes, não é difundida, mesmo entre os profissionais que trabalham com agressores sexuais, e pode ter sido confundida com o termo efebofilia, que denota preferência por adolescentes mais velhos. Eles raciocinaram que "poucos gostariam de rotular o interesse erótico em adolescentes tardios - ou mesmo no meio - como psicopatologia, portanto, o termo hebefilia pode ter sido ignorado junto com efebofilia". Embora Stephens e Seto argumentem que, em contraste com a efebofilia, "conceitualmente, a hebefilia é uma parafilia, refletindo um interesse sexual atípico (estatisticamente raro) em crianças púberes", eles também afirmam que a hebefilia não foi amplamente aceita como uma parafilia ou transtorno mental e que há um debate acadêmico significativo sobre se deve ser classificado como ambos.

## Relação com outros tipos de atração sexual

### Efebofilia e pederastia
A efebofilia designa uma preferência sexual por adolescentes e pode se referir a adolescentes do gênero feminino, masculino ou ambos, sendo que o adulto em questão pode ser homem ou mulher. Já a pederastia designa especificamente uma atração sexual de um homem adulto por rapazes adolescentes.

### Efebofilia e pedofilia
A pedofilia é uma preferência sexual por crianças até à puberdade ou em puberdade precoce, e é classificada como parafilia pela Organização Mundial de Saúde (Classificação Internacional de Doenças ou CID-10, item F65.4), vinculada às Nações Unidas. Já a efebofilia (hebefilia) não é listada como uma desordem sexual pela ONU (ver CID-10, item F65 – "Desordens da preferência sexual").
É importante notar que a Classificação Internacional de Doenças é baseada nos manuais da APA e também inclui em sua listagem de "Desordens da preferência sexual" outros comportamentos sexuais tais como: fetichismo, voyeurismo, sadomasoquismo, exibicionismo, etc. Se as definições usadas no CID fossem aplicadas de modo taxativo e literal (ipsis litteris), isso implicaria que uma parcela minoritária mas significativa da população poderia ser diagnosticada com uma desordem mental sexual, uma vez que os comportamentos citados anteriormente são relativamente comuns. Para evitar implicações problemáticas como essa, é necessário extrema cautela em imputar qualquer diagnóstico a um indivíduo ou grupo de indivíduos, não importando qual seja o objeto ou a natureza de sua preferência.

### Efebofilia e atração não preferencial por adolescentes
A efebofilia é definida como uma atração sexual primária ou exclusiva, num adulto, em relação a adolescentes, adulto este que depende de estímulos visuais de adolescentes para obter excitação e orgasmo. Assim, a efebofilia não deve se confundir com uma atração sexual indiferente por adultos ou adolescentes, nem com uma atração sexual eventual ou esporádica por adolescentes, da parte de um adulto.